# مالکوف (ناحیه خوموتوف)
مالکوف (به چکی: Málkov) یک منطقهٔ مسکونی در جمهوری چک است که در ناحیه خوموتوو واقع شده‌است.